# Nigdy nie mów nigdy (singel)
Nigdy nie mów nigdy – singel Ani Dąbrowskiej z 2009 roku.

## Ogólne informacje
Piosenka została nagrana do filmu Nigdy nie mów nigdy w reżyserii Wojciecha Pacyny. Ukazała się na ścieżce dźwiękowej produkcji, a w 2010 roku trafiła także na dwupłytową edycję albumu Ania Movie. Singel stał się sporym przebojem na radiowych listach przebojów.

## Teledysk
Autorem teledysku jest Mirosław Kuba Brożek. Wykorzystano w nim część scen z filmu.

## Pozycje na listach
| Lista                                | Pozycja |
| ------------------------------------ | ------- |
| Lista przebojów Programu Trzeciego   | 8       |
| Szczecińska Lista Przebojów          | 3       |
| Poplista                             | 3       |
| RDN Małopolska                       | 5       |
| Lista Przebojów Marka Niedźwieckiego | 22      |
| Polska Airplay Top 100               | 10      |